# NGC 1730
NGC 1730 је спирална галаксија у сазвежђу Зец која се налази на NGC листи објеката дубоког неба.
Деклинација објекта је - 15° 49' 24" а ректасцензија 4h 59m 31,7s. Привидна величина (магнитуда) објекта NGC 1730 износи 12,3 а фотографска магнитуда 13,2. NGC 1730 је још познат и под ознакама IC 2113, MCG -3-13-43, IRAS 04573-1553, PGC 16499.